# Álvaro de Córdova
Álvaro de Córdova (em latim: Alvarus Cordubensis; em castelhano: Álvaro ou Albar; c. 800 — 861), conhecido também como Paulo Álvaro (Paulus Alvarus), foi um acadêmico, poeta e teólogo moçárabe que viveu no al-Andalus durante o domínio muçulmano. Ele é lembrado principalmente por suas obras que relatam uma série de perseguições e execuções de cristãos na década de 850 pelo governo muçulmano. Ele é também o autor da "Vita Eulogii" ("A Vida de Eulógio"), uma hagiografia de seu amigo e companheiro teólogo Santo Eulógio. Apesar de os cristãos vivendo em Córdova e no resto da Península Ibérica na época gozarem de uma relativa liberdade religiosa, Álvaro estava entre os cristãos radicais que percebiam qualquer restrição à prática de sua fé como uma perseguição inaceitável. Eles desprezavam profundamente os cristãos que participavam do governo muçulmano, que se convertiam ao Islamismo ou simplesmente escondiam sua verdadeira fé. Como resultado destas tensões, as obras de Álvaro revelam um profundo ódio por tudo o que é muçulmano e ele pessoalmente considerava Maomé como sendo o precursor do Anticristo.

## Contexto

Emirado de Córdova em 810. Álvaro vivia na capital, Córdova.

De conquista muçulmana (711) até o final da Reconquista (1492), a maior parte da Península Ibérica foi dominada pelo estado muçulmano conhecido como al-Andalus. Durante todo este período, havia importantes comunidades cristãs e judias vivendo sob o jugo muçulmano que tinham permissão para praticar sua fé com alguma liberdade. Porém, os chamados "Mártires de Córdova" — aproximadamente 48 cristãos radicais — foram executados em Córdova na década de 850 pelas autoridades muçulmanas. Estes cristãos buscavam deliberadamente o martírio atacando verbalmente o islã ou Maomé perante autoridades muçulmanas ou nas mesquitas e, por isso, acabavam condenados à morte por blasfêmia. Este súbito agravamento das tensões religiosas resultaram em mais perseguições aos cristãos, mesmo os mais moderados, o que acabou fazendo com que os atos dos mártires não fossem bem recebidos pela comunidade cristã em geral.

## Biografia
Como não existe uma biografia de Álvaro, toda informação que temos sobre sua vida está em suas obras e nas cartas escritas por e para ele. De acordo com uma delas, é possível que ele seja de ascendência judaica, mas já nascido ou convertido ao cristianismo; é igualmente possível também que ele seja cristão, uma incerteza que deriva de seu uso metafórico do termo "judeu" para, possivelmente, fazer uma referência ao "povo de Deus" e não à identidade racial ou étnica, como se usa atualmente.
O período com melhores informações sobre Álvaro começa depois que ele conheceu seu amigo Eulógio pela primeira vez enquanto estudava com Esperaindeo, mestre de jovens clérigos. Os dois rapidamente desenvolveram uma forte amizade que duraria até o martírio de Eulógio e que pode ser caracterizada como um amor platônico. Em sua hagiografia de Eulógio, Álvaro escreve que ele uma vez lhe disse "que não haja outro Albar senão Eulógio e que todo o amor de Eulógio se assente em lugar nenhum que não em Albar". Os dois estudantes eram talvez confiantes demais em seus próprios conhecimentos e frequentemente debatiam temas da doutrina cristão que não entendiam bem o suficiente para fazer qualquer contribuição importante; posteriormente, eles mesmos destruíram os volumes com as cartas que resultaram destes amistosos, ainda que zelosos demais, debates. Eles também passaram a amar a poesia nesta época, uma paixão que duraria pela vida toda dos dois.
Depois desta época como estudante, Álvaro parece não ter assumido nenhuma profissão e permaneceu como teólogo a vida toda. Ele e Eulógio fizeram a missão de suas vidas a preservação da cultura latino-cristã, que já estava sendo erodida pela força da cultura muçulmana reinante e Álvaro considerava particularmente grave a gradual substituição do latim pelo árabe como a língua da alta cultura e da erudição. Um dos métodos que ele utilizou foi importar obras latinas do norte para o sul da penínsual, como "A Cidade de Deus", de Santo Agostinho, um volume que não era difícil de encontrar em áreas cristãs.
Álvaro, Eulógio e o professor dos dois, Esperaindeo, foram os primeiros cristãos que passaram a atacar sistemática e teologicamente o islã em suas obras. Eles também viam a comunidade cristã à volta deles como dividida por uma linha muito clara. De um lado estavam os que cooperavam significativamente com os oficiais muçulmanos e abraçavam a cultura e a língua árabe, ou, pelo menos, preferiam esconder suas crenças cristãs do púlbico em geral. Do outro estavam Álvaro, Eulógio e outros cristãos radicais, incluindo os mártires, que acreditavam não existir espaço para concessões aos muçulmanos. Se cristãos e muçulmanos tinham que coexistir, acreditavam, não poderia haver nenhum tipo de mistura entre suas religiões ou culturas e nenhum tipo de supressão do cristianismo. Deveria existir não apenas uma divisão ideológica, mas também uma física, manifestada na divisão temporária da Igreja em duas metades: os que estavam a favor dos mártires e os que estavam contra.

### Enfermidade e extrema unção
Em meados da década de 850, Álvaro ficou seriamente doente e, apesar de não sabermos a natureza da enfermidade, sabe-se que foi severa o suficiente a ponto de ele acreditar que não se recuperaria. Acreditando que a morte estava próxima, recebeu a extrema unção, como era costumeiro para os que estavam no leito de morte, um sacramento que só podia se realizar uma vez na vida e que obrigava o penitente a viver o resto da vida—um período curto para os moribundos—de forma estritamente correta. Para Álvaro, isto tornou-se um problema, pois ele se recuperou inesperadamente e, como resultado, foi-lhe negado o direito de participar da comunhão até que pudesse provar que levava uma vida virtuosa (a seus olhos). Sua relação pouco amigável com o clero que ministrava o sacramento fez com que ele fosse obrigado a escrever para o bispo de Córdova, Saulo, que vivia escondido, para que fosse readmitido, o que lhe foi recusado. A enfermidade de Álvaro também provocou-lhe problemas legais: antes e durante sua doença, Álvaro vendeu e recomprou parte das terras da família, que havia sido doada a um mosteiro, e então imediatamente a vendeu para um oficial de nome desconhecido (aparentemente pressionado). O mosteiro depois processou Álvaro quando o oficial não cumpriu com os termos da doação. Apesar de um homem chamado Romano, um importante oficial da corte, ser exatamente o tipo de cristão que Álvaro desprezava, ele acabou sendo forçado a elogiá-la para conseguir ajuda com seu caso.

### Perseguições de 850–859
O quanto Álvaro foi responsável por incentivar cristãos a se tornarem mártires é incerto, porém, ele mantinha laços muitos próximos com Eulógio, este sim o principal responsável por motivar os cristãos a deliberadamente provocarem os oficiais muçulmanos a prendê-los e executá-los. Numa ocasião, ele e Eulógio encontraram o futuro mártir Aurélio e o aconselharam e encorajaram. Ao contrário de Eulógio, Álvaro não escolheu o martírio e nunca foi preso, o que sugere que ele escolheu não atacar publicamente o islã. Ao invés disso, seu principal legado das perseguições é seu relato, fortemente enviesado, sobre elas. Cristãos mais moderados geralmente não apoiavam estes atos extremos, mas acabaram sofrendo as consequências negativas deles na forma de perseguições. Por isto, os mártires acabaram conseguindo o inverso do que queriam: ao invés de consolidar os cristãos contra os muçulmanos, suas mortes afastaram ainda mais os cristãos moderados dos radicais, aproximando-os dos muçulmanos. As obras de Álvaro são, consequentemente, tão focadas em convencer estes moderados de sua visão—a santidade dos mártires—quanto em atacar diretamente o islã.

## Obras
Jessica A. Coope observa em seu livro "Os Mártires de Córdova" que as obras de Álvaro, especialmente sobre o islã e Maomé, "beiram a histeria", mas foram escritas de forma inteligente e calculada. Num trecho curto, Álvaro representa falsamente os muçulmanos como orgulhosos, glutões, gananciosos, cruéis, falsos, indecentes e astutos. Seu objetivo não era apresentar um relato acurado do que a sociedade muçulmana era e sim utilizar todas as formas possíveis para convencer seus companheiros cristãos a odiarem os muçulmanos e evitarem se associar com eles. A missão de Álvaro (e de Eulógio) ficou mais fácil por que o alvo principal era a cultura cortesã muçulmana; o grande poder e riqueza que existia na alta corte significava que era simples e crível escolher alguns temas materiais e físicos, pecaminosos aos olhos cristãos, e exagerá-los.

### Maomé como precursor do Anticristo
Álvaro também se esforçou muito para provar que Maomé era o "praecursor antichristi", o precursor do Anticristo, utilizando as estratégias interpretativas de São Gregório Magno especificamente com o objetivo de atacar o islã. Ele atacou primeiro o próprio Maomé, acusando-o das mesmas coisas que os demais muçulmanos, principalmente imoralidade e promiscuidade; ele chamou-o também de mulherengo, uma inspiração para todos os muçulmanos adúlteros e considerava o Paraíso de Maomé um bordel sobrenatural. Álvaro tentou também justificar a identificação dele com o Anticristo fazendo uso de diversas passagens do Antigo e do Novo Testamento. De Daniel, utilizou passagens tradicionalmente interpretadas como referência ao Anticristo, mas substituiu as citações a ele por Maomé onde necessário para transformá-lo no antagonista dos cristãos: Daniel fala de um décimo-primeiro chifre que resulta da divisão de uma "quarta besta" (tradicionalmente interpretada como Roma), que Álvaro reinterpretou como significando que Maomé era o "praecursor antichristi" que resultou da divisão de Roma para esmagar os reinos cristãos. Em seguida, ele ligou o leviatã e o behemoth de Jó 40 e 41, interpretados por Gregório como prefigurações do Anticristo, a Maomé, utilizando estas bestas como símbolos do antagonismo muçulmano-cristão, especialmente no contexto das perseguições da década de 850.

### Outras obras
Álvaro escreveu ainda:
- Incipit Confessio Alvari – "Confissão de Álvaro" (Patrologia Latina (P.L.), CXXI, 397-412)
- Incipit Liber Epistolarum Alvari – uma coleção de suas cartas (P.L., CXXI, 411-514)
- Indiculus Luminosus – um tratado moral (P.L., CXXI, 513-556)
- Incipiunt Versus – uma coleção de poemas (P.L., CXXI, 555-566)
- Vita Vel Passio D. Eulogii – A hagiografia de Santo Eulógio de Córdova (P.L., CXV, 705-724)